# Bodyguard
Bodyguard znamená anglicky „tělesný strážce“. Přesnějším českým označením je ale spíše termín „osobní strážce“.
Bodyguard je bezpečnostní specialista s velice širokým záběrem působnosti od používání zbraní, bojových systémů, řízení všech druhů dopravních prostředků, ale především expert na bezpečnostní problematiku, první pomoc, krizová a komunikační řešení a jednání. Základem práce bodyguarda je předejít případným hrozbám a vyhnout se napadení chráněné osoby. Pokud již k nějakému konfliktu dojde, obvykle jej zaviní nedostatečná příprava, chyba či nedodržení preventivních opatření.
Schopnosti osobního strážce jsou děleny na tzv. hard skills (tvrdé schopnosti) jako je střelba, sebeobrana, řízení vozidel a na soft skills (měkké schopnosti), jako je komunikace, diplomatický protokol, empatie a sociální inteligence.

## Základní dovednosti bodyguarda
6 základních dovedností dle standardů IBA – International Bodyguard Association:
- Bezpečnostní doprovody (Protective escort)
- Řízení vozidel (Protective driving)
- Komunikační prostředky a vyhledávání elektronických zařízení (Communication and ESD)
- Vyhledávání nástražných výbušných systémů (IED search)
- První pomoc (Bodyguard medic)
- Předcházení a řešení konfliktů (Conflict management)

Další dovednosti:
- Střelba (Bodyguard Shooting)
- Protiodstřelovačské operace (Countersniper)
- Protisledování (Counter/Anti Surveillance)
- Protiútočné taktiky (Counter Assault Tactics)
- Ochranné zpravodajství (Protective Intelligence)

## International Bodyguard Association
Asociaci IBA založil v roce 1957 v Paříži major GSPR Lucien Victor Ott. Ott byl po kariéře ve speciálních jednotkách vybrán jako osobní strážce prezidenta Charlese de Gaulla. V roce 1956 ho požádala francouzská vojenská zpravodajská služba (Direction du Renseignement militaire), aby přehodnotil metody používané při ochraně vysokých vojenských představitelů. Jeho průzkum ukázal, že metody používané mezinárodně v bodyguardingu jsou zastaralé. Ott vytvořil novou metodu nazývanou Protection rapprochée, která byla později přeložena do angličtiny a trochu omylem označována jako Close Protection. Lucien založil IBA jako asociaci a think tank pro osobní strážce ze státní i soukromé sféry, následně Lucien v polovině 70. let založil v Bruselu IBA Akademii – Obrana a bezpečnost. Lucien Ott zemřel v únoru 1990 na rakovinu a na jeho přání se po jeho smrti stal generálním ředitelem IBA jeho student baron James G. Shortt of Castleshort, který je generálním ředitelem a hlavním instruktorem IBA dodnes.
Baron James G. Shortt of Castleshort začal svojí kariéru v ozbrojených složkách Spojeného království u 10. regimentu Paras a následně byl jako medik u B squadrony 21. pluku SAS. Od roku 1975 byl James ředitelem pro výcvik ve společnosti CTT – Combat Training Team. Toto výcvikové centrum provádělo výcvik řádných i reverzních sil NATO v oblasti CQB, Combat Survival a Combat Medicine. James pracoval jako instruktor a osobní strážce pro mnoho osobností z celého světa a byl pověřen nebo pořádán o výcvik mnoha ochranných služeb po celém světě.
Pobočka mezinárodní asociace osobních strážců IBA vznikla v roce 2008 v České republice a v roce 2009 i na Slovensku.

## Druhy výkonu osobní ochrany
Ochranu VIP osob můžeme rozdělit zásadně do čtyř rozdílných kategorii:
- Ochrana vládních činitelů – ochranu významných osob, politiků a diplomatů zajišťují všechny státy světa bez rozdílu politického zřízení, ekonomické situace nebo náboženského systému. Ochranu těchto osob zpravidla zajišťují státní bezpečnostní organizace nebo policejní jednotky. Systém ochrany je zajišťován v celé šíři bezpečnostních opatření a jeho rozsah je ovlivněn právním systémem (podpora ochranného systému v zákonech, např. zákon o PČR) a prostředků ze státního rozpočtu.
- Ochrana osob ze showbyznysu – ochrana herců, zpěváků, hudebních skupin a vystoupení je asi nejviditelnější prací osobních strážců. V dnešní době chce mít každá filmová hvězda svého osobního strážce, aby jí přidával na důležitosti. Většina hvězd posléze své strážce z finančních důvodů odvolá nebo zredukuje, to ovšem neznamená, že by filmové a hudební hvězdy osobní strážce nepotřebovaly, naopak osobní strážci zajišťují ochranu hvězd před davem fanoušků nebo žárlivých partnerů fanynek.
- Ochrana osob z obchodních kruhů – ochrana podnikatelů a top managementu obchodních společností je výsadou zahraničních nebo bohatých společností. V dnešní době je ochrana podnikatelů a managementu nejvíce využívána v zemích s vysokou kriminalitou, jako jsou země bývalého Sovětského svazu, střední a jižní Ameriky, afrického kontinentu a středního východu. Základním cílem ochrany podnikatelů a managementu je ochrana před únosy a vydíráním. Top management, jakožto nositelé know-how firem mohou být cílem útoku a následně může dojít k poškození obchodní společnosti.
- Ochrana ohrožených osob – zajišťování bezpečnosti osob, které se dostaly do problémů, ať už z oblasti obchodní, kriminální nebo jako svědci závažné trestné činnosti. Ochrana takovýchto osob vyžaduje specifické prostředky a plánování z důvodu reálného ohrožení. Osobní strážci mimo ochranu takovýchto osob musí zabezpečit i utajení pobytu ohrožených osob nebo svědků. Takováto ochrana bývá většinou časově omezená, ale o to intenzivnější. Ochrana svědků je většinou zakončena zařazením těchto osob do programu na ochranu svědků.

Dále se dělí osobní ochrana podle druhu jejího výkonu:
- High Profile – viditelná ochrana většinou využívaná u vojenských typů ochran "High Risk Protection" tzv. Kontraktorů, nebo u mezinárodních návštěv např. ochranka prezidenta USA – US Secret Service.
- Low Profile – neviditelný typ ochrany, většinou v tzv. otevřených nebo stínových formacích. Tento typ využívá většinou britská škola osobní ochrany. Ochrana není viditelná a přizpůsobuje se situaci a prostředí.

## Historie
Ochrana důležitých osob je velmi stará a sahá do začátků lidské civilizace. Po vytvoření kmenových, rodových a posléze mocenských zřízení vznikal kastovní systém a z vojenských vůdců vznikla vládnoucí vrstva. Už od počátku si vládci uvědomovali důležitost ochrany své osoby, jak z vojenskostrategických, tak i politických důvodů; zabitím panovníka vzniká chaos a vojenskostrategická převaha nepřátel. Z nejlepších a nejloajálnějších bojovníků se utvářely osobní družiny z kterých se později stali královské a posléze prezidentské gardy. Sloužit v osobní družině, chránit svého vládce a položit za něj svůj život byla velice prestižní a privilegovaná pozice.
Nejznámější družinou osobních strážců, kteří se stali kultem a zároveň synonymem pro osobní ochranu, byli samurajové. Jejich válečnické umění bujutsu a především boj s mečem kenjutsu získaly historický věhlas. Tito válečníci pohrdající smrtí i strachem z ní, při každé bitvě volili čestnou smrt než ponižující porážku. Mnohem důležitější než válečnická umění a pohrdání smrtí byla absolutní oddanost a loajalita svému pánu. Loajalita je pojem, který osobní ochranu provází od jejich počátků a je stále jednou z nejdůležitějších vlastností, které musí osobní strážce mít. Legendou loajality a oddanosti je příběh o 47 róninech (samurajích bez pána), kteří obětovali vše co měli, aby pomstili zákeřnou smrt svého pána. Samurajové však nebyli jedinými vyhlášenými bojovníky a osobními strážci v historii.
Historie mnoha evropských ochranných služeb začala již ve středověku, osobní gardy měli králové a císaři středověku. Např. mušketýři francouzské armády plnili také úkoly ochrany královského dvora a krále.
Moderní historie ochranných služeb se začíná na přelomu 18. a 19. století. První světová válka a vznik nových hrozeb přinutily mnoho států své ochranné služby reorganizovat nebo zřídit. Nástupem moderní vojenské techniky po II. světové válce se ochrana důležitých osob vyvíjela stejně rychle jako vojenské technologie. Důležitým zvratem v ochranných službách byl 22. listopad 1963, kdy byl spáchán atentát na Johna Fitzgeralda Kennedyho, 35. prezidenta Spojených států a nejmocnějšího muže planety. Atentát na jeho osobu a způsob, jakým byl spáchán, donutil ochranné služby celého světa přepracovat koncepci bezpečnostních opatření. Po atentátu na JFK začala nová éra ochrany důležitých osob.
Soukromé ochranné služby nemají delší historii, výjimku tvoří americká detektivní agentura Pinkerton, která vznikla v roce 1850 a stala se prototypem pro soukromé bezpečnostní služby. Agenti Pinkertonu ochraňovali mimo jiné také amerického prezidenta Abrahama Lincolna.

## Výcvik
Ochrana osob je multifunkční obor a z tohoto důvodu musí být i multifunkční výcvik a vzdělávání. Provádění profesionální ochrany by se dalo srovnat s desetibojem teoretických a praktických činností, které ovšem nelze oddělit od sebe.
PrávoZákladním předpokladem efektivní práce ochránce je znalost práva dané země, kde se pohybuje. Znalosti právního rámce výkonu činnosti bezpečnostních služeb, právního řádu upravující povinnosti a práva vzhledem k ochraně života, zdraví, majetku a jiných oprávněných práv klienta nebo osoby ochránce jsou bezpodmínečnou nutností pro výkon služby. Neznalostí právní úpravy může přinést ochránce sobě nebo klientovi řadu problémů a tím ohrozit bezpečnostní opatření nebo obchodní vztah s klientem.
Bezpečnostní strategieBezpečnostní strategie je jednou z nejdůležitější a však dost opomíjenou částí práce osobního strážce. Strategie je převážně teoretická disciplína, která koncepčním systémem tvoří ochranu důležité osoby a jejich jednotlivých částí. Bezpečnostní strategie obsahuje preventivní, proaktivní, zpravodajské a organizační postupy (SOP – standardní operační postupy), kterými se musí tým osobních strážců co nejpřesněji řídit při provádění ochranných opatření.
Společenské chováníOsobní strážci se velmi často pohybují na významných akcích a společenských setkáních, kde je nutno pohybovat se přirozeně a splynout s davem. Neslušné nebo společensky nevhodné chování ochránce by mohlo ohrozit nejen klienta, ale i v některých případech reputaci společnosti nebo státu. Mezi základní znalosti z oboru společenského chování patří zejména stolování, oblékání, diplomatický protokol nebo průběh slavnostních obřadů.
Základy psychologie a krizové komunikacePráce osobního strážce je především zaměřena na včasné rozpoznání útoku a preventivní opatření. Ochránci musí umět odhadnout z chování a vystupování osob jejich pocity a detekovat osoby, které by mohly vyvolat problémy a takovýmto osobám věnovat zvýšenou pozornost. Včasným vyhodnocením a adekvátní reakcí může zkušený ochránce útočníka od útoku odradit nebo ho předem znemožnit.
První pomocZnalost a praktická dovednosti poskytnut první pomoci je velice důležitá. Osobní strážce musí umět poskytnout první pomoc a ošetření nejen při zranění klienta následně po útoku, ale i při autonehodě, nebo zdravotní příhodě klienta nebo jeho okolí. V dnešní době mnoho ochránců vykonává praxi na některém úrazovém oddělení pohotovosti nebo prochází speciálním výcvikem.
PyrotechnikaAčkoli základní pravidlo pro pyrotechniku zní na nic nesahat a ničeho se nedotýkat, musí osobní strážci umět výbušniny a nástražné systémy účinně detekovat nejen v automobilech a budovách, ale i v dopisech nebo poštovních zásilkách. Výuka pyrotechniky se omezuje na teoretické znalosti a provádění pyrotechnických prohlídek, samotné zneškodnění musí vždy provádět zkušený pyrotechnik.
Používání komunikační a speciální technikyVzájemná komunikace společným uchem týmu, komunikace mezi členy týmu musí být spolehlivá a hlavně bezpečná, proto je nutné nejen umět komunikační techniku skvěle ovládat, ale i umět specifickým způsobem využívat. Základním pravidlem bezpečné komunikace je ověřování a používání hesel a předdefinovaných pojmů a reakcí.
Při ochraně důležitých osob se využívá mnoho speciální techniky jako jsou rušičky spojení, detektory pohybů, kamerové systémy, detektory optických zařízení, přístrojů na vyhledávání odposlechů, atd. I přesto, že v týmu mohou být k dispozici specialisté na tuto techniku, musí ochránci znát minimálně základy obsluhy těchto zařízení.
Řízení vozidelŘízení je jednou ze základních činností, které musí bezpodmínečně každý osobní strážce umět bez ohledu na to zda vykonává funkci řidiče. Výcvik v řízení se skládá z několika faktorů a to řízení speciálních vozidel (opancéřovaná vozidla nebo limuzíny mají zpravidla jiné jízdní vlastnosti), standardní operační postupy pro vystupování, nastupování klienta a průběh jízdy, dále jízda v koloně, škola smyku, ofenzivní a defenzivní jízda.
Boj zblízkaSebeobrana, boj beze zbraně a boj zblízka zahrnuje výcvik v použití chvatů, hmatů, úderů, kopů, ale i obranných nebo donucovacích prostředků, použití improvizovaných zbraní. Součástí sebeobrany je boj s nožem a obrana proti němu, obrana proti střelným zbraním a jejich odebírání. Mnoho osobních strážců se stalo z adeptů bojových umění a sportů, je nutno podotknout, že bojové sporty jako je judo, karate nebo box nejsou pro osobní ochranu moc vhodné. Sebeobrana, kterou používají ochránci, musí být velmi reálná a variabilní, při ochraně musí ochránci volit různou intenzitu obrany, tak aby adekvátním způsobem reagovali na útok. Mnoho ochránců se učí izraelskému způsobu boje zblízka Krav Maga.
StřelbaDůležitost umění přesné střelby je dána samotným použitím střelných zbraní. Osobní strážci si nemohou dovolit v případě ohrožení minout cíl a už vůbec ne zasáhnout nevinné osoby. Nácvikem je nutno zafixovat přesnou, bezpečnou a rychlou střelbu v ochranném týmu, krizových situacích a při ochraně klienta. Nácvik je nutno provádět s nejrůznějšími zbraněmi, tak, aby ochránci byli schopni manipulovat a bezpečné střílet z kterékoliv zbraně.
TaktikaPři nácviku taktik je nutno se naučit způsobu ochrany klienta v ochranných formacích za různých situací a při krizových událostech, dále způsobům evakuace klienta a reakcí na případný útok nebo hrozbu. Po nacvičení doprovodu klienta je nutno spojit naučené dovednosti z ostatních výcvikových fází a secvičit je v dokonalou souhru celého týmu. Tato fáze výcviku je nejdůležitější, ale také nejdelší a nejnáročnější.
Bezpečnostní plánováníDůležitým prvkem ochrany důležitých osob je příprava bezpečnostních plánů. Umět naplánovat pracovní den klienta nebo pracovní cestu spolu s ochrannými opatřeními, ubytování, dopravou, jídlem a dalšími nezbytnými podrobnostmi je neodmyslitelnou součástí dovedností, které si musí každý dobrý ochránce osvojit.